# Chapelle de la Visitation de Nancy
Pour les articles homonymes, voir Couvent de la Visitation et Chapelle de la Visitation.
La chapelle de la Visitation, parfois appelée chapelle ronde, est une chapelle située à Nancy.  
Principal vestige du couvent des Visitandines avec l'aile attenante, rue de la Visitation, elle fut construite au XVIIIe siècle.
Transformée en musée des Beaux-Arts à la Révolution, elle a été intégrée sous le Premier Empire dans les murs du lycée impérial de Nancy, devenu par la suite le lycée Henri-Poincaré.

## Style général

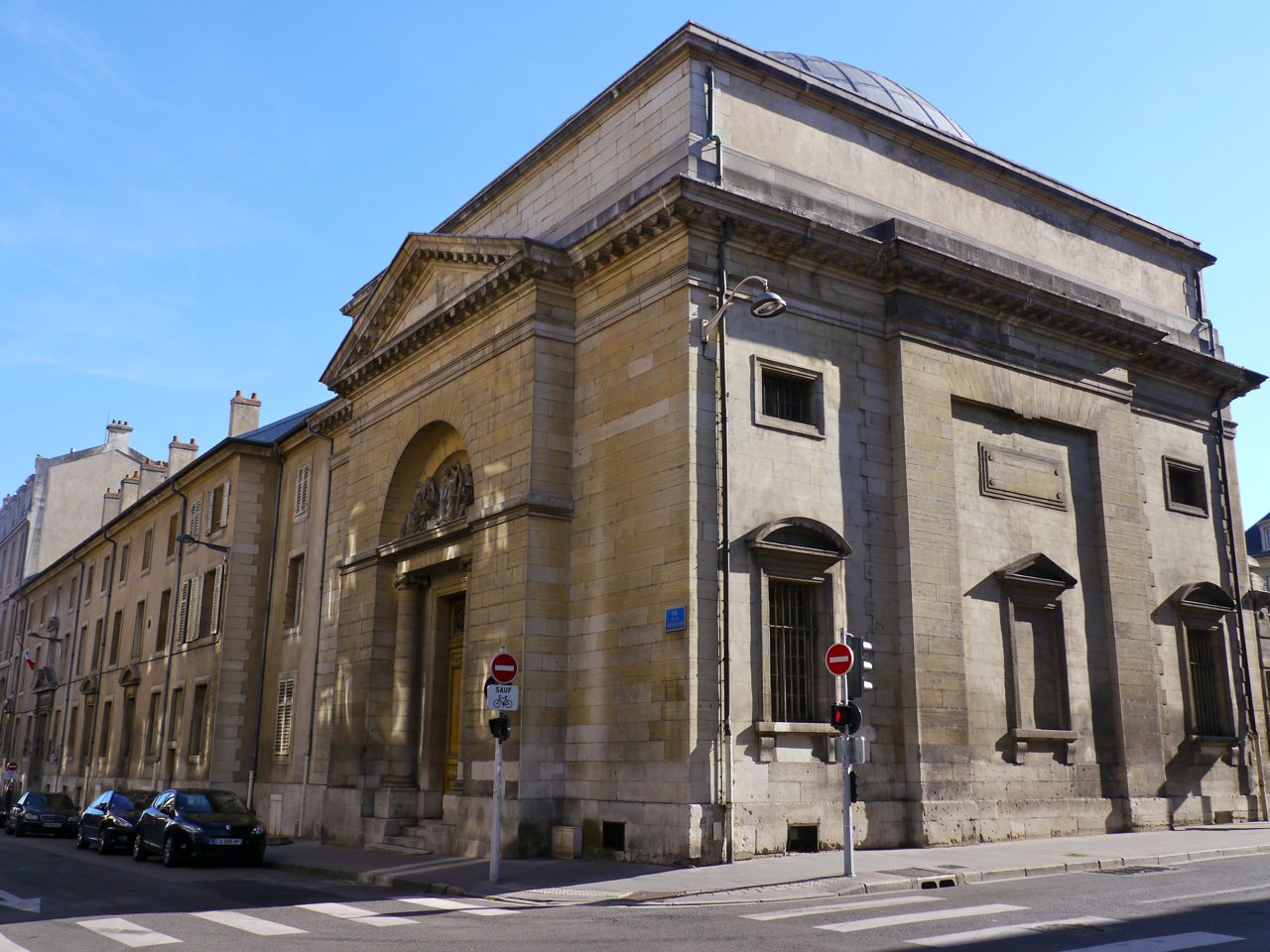
Ancien couvent de la Visitation de Nancy

Cet édifice est l'un des premiers de style néoclassique en Lorraine.
La chapelle est remarquable par son architecture : édifice de plan carré, elle contient une chapelle ronde la rendant ainsi unique en Lorraine.
L'architecture extérieure est sobre, l'unique décor est un groupe sculpté de Johann Joseph Söntgen représentant des allégories de la Foi et l'Espérance surmontant un portail de style antique.
L'intérieur, toujours de style antique, présente un péristyle ouvrant sur la chapelle, ronde et surmontée d'une élégante coupole à caissons, éclairée par une verrière.
Elle a été classée au titre des monuments historiques par un arrêté du 7 mars 1916.

## Histoire
En juin 1667, le duc Charles IV de Lorraine pose la première pierre du couvent de la Visitation de Nancy sis à côté du couvent des Minimes de Nancy, fondé en 1592 par Christophe de Bassompierre.
La chapelle est réédifiée par les sœurs de la Visitation entre 1780 et 1782.
Sous la Révolution française, l'église adjacente des Minimes est abattue.

### Musée temporaire
En 1793, une partie du couvent des Visitandines ainsi que la chapelle sont transformés en musée après les saisies révolutionnaires. Quelques rares œuvres commandées par la famille ducale de Lorraine sont visibles dans ce premier fonds sont visibles, en particulier :
- L'Annonciation (Le Caravage, 1608)[3]
- une copie des célèbres Noces de Cana de Véronèse, réalisée par Claude Charles en 1702 afin de décorer le couvent des Cordeliers de Nancy[4].

Inclus dans l'arrêté consulaire de 1801, le musée bénéficie d'envois d'œuvres d'art à partir du Louvre puis est transféré place Stanislas dans l'ancien collège de médecine devenu dès lors le musée des Beaux-Arts de Nancy.
Les tombeaux de Notre-Dame-de-Bonsecours y sont précieusement conservés jusqu'à la fin du XIXe siècle avant de réintégrer le mausolée voulu par Stanislas. La chapelle et sa crypte sont visitées par l'empereur d'Autriche, François-Joseph de Habsbourg en octobre 1867 en souvenir de son ancêtre François de Lorraine, époux de l'impératrice Marie-Thérèse d'Autriche.
En 1815, l'organisateur du muséum (Joseph Laurent, peintre, né à Grolot (Gelaucourt), près Vézelise, en 1747) attaché d'abord à l'École centrale, dans la chapelle des Dames de la Visitation, devenue depuis la chapelle du Lycée, après avoir réuni à l'aide de grands efforts, le premier noyau du musée de peinture et de sculpture duquel il était le conservateur, dut le défendre contre les alliés de la seconde Restauration, qui avaient déjà roulé et empaqueté les toiles les plus précieuses.

### Chapelle du lycée impérial de Nancy
Par la loi du 1er mai 1802, les couvents des Minimes et des Visitandines sont transformés en lycée impérial de Nancy, auquel la chapelle est également intégrée. Depuis, le lycée a pris le nom du mathématicien Henri Poincaré.
La chapelle se visite désormais occasionnellement ou au cours des Journées du Patrimoine.